# Desmostylus
Desmostylus es un género extinto de mamíferos marinos del orden Desmostylia que vivió en la Océano Pacífico entre hace 7 y hace 5 millones de años. Era un animal fuerte parecido los osos polares. Medía aproximadamente 1,8 m de largo y 1,5 m de alto, con extremidades cortas, lo que indicaba que pasaba gran parte del tiempo dentro del agua. Los pocos fósiles de este mamífero encontrados hasta ahora provienen del Japón, Siberia (Rusia), Oregón y California (EE. UU.) y Baja California (México).(Costa Rica). Vivió durante el Mioceno.